# Cuenca del río Los Choros
La cuenca del río Los Choros es el espacio natural de la cuenca hidrográfica de la quebrada Los Choros, una cuenca exorreica de régimen pluvial ubicadas en las Regiones de Atacama y Coquimbo y que la Dirección General de Aguas reúne en el ítem 041 del inventario BNA de cuencas de Chile.

## Límites
[[Archivo:|mini|der|280px|.]]
[[Archivo:|mini|der|280px|.]]
[[Archivo:|mini|der|280px|.]]
Sus extremos abarcan desde latitudes 29°02’S y 29°42’S y las longitudes 70°27’W y 71°22’W. El área de su cuenca es cercana a los 3.900 km².: 3 
La cuenca desemboca al este de Choros Bajos, no lejos de la isla Choros, y al norte costero de esta cuenca está ubicado el ítem llamado cuencas costeras e islas entre Tercera Región y quebrada Los Choros, con código BNA 040 que posee un área adicional de solo 274 km² y sin escurrimiento superficial permanente. Siguiendo el sentido de los punteros del reloj, más al norte limita con el ítem BNA 039 llamado cuencas costeras e islas entre río Huasco y Cuarta Región que incluye la quebrada de Carrizalillo y la quebrada Chañaral de Aceitunas. Al este limita con el extremo sur de la cuenca del río Huasco y al sur con la cuenca del río Elqui. Finalmente, directamente al sur de su desembocadura esta el ítem 042 Cuencas costeras entre río Los Choros y río Elqui en que fluye la quebrada Honda (Coquimbo).

## Población
La distribución de comunas y sus áreas dentro de la cuenca es la siguiente:: 7 
| Región             | Provincia           | Comuna     | % superficie de la comuna en cuenca |
| ------------------ | ------------------- | ---------- | ----------------------------------- |
| Región de Coquimbo | Provincia de Elqui  | La Higuera | 91%                                 |
| Región de Atacama  | Provincia de Huasco | Vallenar   | 9%                                  |

## Subdivisiones
La Dirección General de Aguas subdivide o reúne las cuencas de Chile acorde a las necesidades de estudio y gestión. Existen dos inventarios que han logrado ser aceptados como principales, el del inventario de cuencas del Banco Nacional de Aguas (BNA) de 1978, de mayor uso, y el inventario de cuencas del Departamento de Administración de Recursos Hídricos (DARH) de 2014 de mejor cartografía que ha obligado a redefinir algunos límites, a veces con cambios mayores, pero también por algunas redefiniciones del concepto de subcuenca.
Bajo el BNA el código del ítem es 041 y con el DARH es 0401.
El inventario BNA utiliza la siguiente partición de la cuenca:
| Cuenca                    | Subcuenca | Subsubcuenca | Aguas                                                                 | Área drenaje km² | Observaciones |
| ------------------------- | --------- | ------------ | --------------------------------------------------------------------- | ---------------- | ------------- |
| 041 Río Los Choros (mapa) |           |              |                                                                       |                  |               |
| 041                       | 0410      | 04100        | Quebrada Los Choros Hasta Junta Quebrada Del Pelícano                 | 1449             |               |
| 041                       | 0411      | 04110        | Quebrada Del Pelícano                                                 | 1189             |               |
| 041                       | 0412      | 04120        | Quebrada Los Choros Entre Quebrada Del Pelícano y Desembocura         | 1200             |               |
| total:                    | 3         | 3            | Región: III - IV ((9 - 91)%) / Tipo: Exorreica / Desemb.: O. Pacífico | 3838             |               |

El inventario DARH utiliza la siguiente subdivisión:
| Código     | Nombre                                                                             | Código en mapa           | Tipología de cuenca      | Vertiente de cuenca      | Origen de cuenca         | Temperatura media anual (C°) | Temperatura máxima (C°)  | Temperatura mínima (C°)  | Precipitación anual (mm) | Número de estaciones fluviométricas | Número de estaciones pluviométricas | Área (km²)               |
| ---------- | ---------------------------------------------------------------------------------- | ------------------------ | ------------------------ | ------------------------ | ------------------------ | ---------------------------- | ------------------------ | ------------------------ | ------------------------ | ----------------------------------- | ----------------------------------- | ------------------------ |
| 0401       | Cuenca Río de Los Choros                                                           | Cuenca Río de Los Choros | Cuenca Río de Los Choros | Cuenca Río de Los Choros | Cuenca Río de Los Choros | Cuenca Río de Los Choros     | Cuenca Río de Los Choros | Cuenca Río de Los Choros | Cuenca Río de Los Choros | Cuenca Río de Los Choros            | Cuenca Río de Los Choros            | Cuenca Río de Los Choros |
| 04010000   | Quebrada del Pelicano hasta junta Quebrada de Los Choros                           | 1                        | Exorreica                | Pacífico                 | Pluvial                  | 12.2                         | 22.3                     | 2.9                      | 58.5                     | 0                                   | 0                                   | 406.2                    |
| 0401000000 | Quebrada Del Carrizo                                                               | 2                        | Exorreica                | Pacífico                 | Pluvial                  | 10.0                         | 20.2                     | 0.5                      | 59.1                     | 0                                   | 0                                   | 237.8                    |
| 0401000001 | Quebrada Pelicano hasta junta Quebrada Pedernales                                  | 3                        | Exorreica                | Pacífico                 | Pluvial                  | 7.7                          | 17.8                     | -1.8                     | 55.1                     | 0                                   | 0                                   | 194.8                    |
| 0401000002 | Quebrada Pedernales                                                                | 4                        | Exorreica                | Pacífico                 | Pluvial                  | 5.6                          | 15.6                     | -3.8                     | 68.4                     | 0                                   | 0                                   | 654.6                    |
| 04010100   | Quebrada de Los Choros desde junta Quebrada de las Chacras hasta Quebrada Pelicano | 5                        | Exorreica                | Pacífico                 | Pluvial                  | 11.7                         | 21.8                     | 2.4                      | 63.0                     | 1                                   | 0                                   | 489.6                    |
| 0401010000 | Quebrada Guanaqueana                                                               | 6                        | Exorreica                | Pacífico                 | Pluvial                  | 6.2                          | 16.5                     | -3.3                     | 69.9                     | 0                                   | 0                                   | 387.9                    |
| 0401010001 | Quebrada de Las Chacras                                                            | 7                        | Exorreica                | Pacífico                 | Pluvial                  | 7.4                          | 17.7                     | -2.3                     | 67.4                     | 0                                   | 0                                   | 315.8                    |
| 04010200   | Quebrada De Los Choros desde Quebrada Choros Altos hasta desembocadura             | 8                        | Exorreica                | Pacífico                 | Pluvial                  | 14.0                         | 23.0                     | 5.8                      | 64.8                     | 0                                   | 0                                   | 446.9                    |
| 0401020000 | Quebrada de Los Choros desde Quebrada Pelicanos hasta Quebrada Choros Altos        | 9                        | Exorreica                | Pacífico                 | Pluvial                  | 13.3                         | 22.9                     | 4.5                      | 64.6                     | 0                                   | 1                                   | 532.2                    |
| 0401020001 | Quebrada Choros Altos                                                              | 10                       | Exorreica                | Pacífico                 | Pluvial                  | 13.9                         | 22.9                     | 5.7                      | 70.2                     | 0                                   | 0                                   | 252.2                    |

## Geomorfología
Los accidendes geográficos presentes en la zona son la cordillera de la Punilla y la cordillera de la Costa. En la cordillera de la Punilla, con cumbres de entre 1000 y 3000 msnm, se encuentran los cabezales de la quebrada. Sus cumbres, por su baja altura, no logran conservar nieves o hielos del invierno, lo que explica que la quebrada no tenga escurrimientos superficiales todo el año. Las planicies costeras o planicies litorales forman el extremo occidental de la cuenca.: 20 

## Hidrología

Diagrama unifilar de la cuenca de la quebrada de Los Choros.

### Red hidrográfica
Los cuerpos de agua considerados en esta categoría son:

### Caudal y régimen
El lecho del río lleva aguas superficiales solo en los años más lluviosos. En el Informe técnico sobre "Evaluación de los Recursos Hídricos en la Quebrada Los Choros, IV Región de Coquimbo" se expresa:
Sólo con ocasión de lluvias especialmente intensas el río Los Choros presenta escurrimientos superficiales.
Las extracciones del recurso hídrico en la cuenca del río Los Choros, con fines de satisfacer las necesidades de alguna actividad económica en particular, ocurren únicamente como explotación de aguas subterráneas mediante pozos o norias; no existen infraestructura alguna para el riego superficial (canales ni embalses). No existen escurrimientos superficiales sostenidos en el tiempo a lo largo del cauce del río, sólo algunos tramos en los que ocurren alumbramientos del escurrimiento subterráneo. Estos alumbramientos tienen lugar especialmente en la parte alta de la cuenca, sector denominado Junta Chincoles y en la parte media-baja de la confluencia de Choros Altos con el río principal de los Choros.

### Glaciares
La baja altitud de los cerros que forman la cuenca impide conservar hielos o nieves por lo que la cuenca no tiene glaciares.: 20 

### Humedales
- Ministerio del Medio Ambiente de Chile, Sistema de información y monitoreo de biodiversidad, Cuenca del río de Los Choros

## Desalanización
El proyecto Mina Dominga prevé la instalación de una planta desaladora e la costa de la cuenca para abastecer de agua a las actividades mineras sin recurrir a las aguas de la región. La empresa también ha cooperado con el abastecimiento de agua potable para la localidad de La Higuera.

## Clima

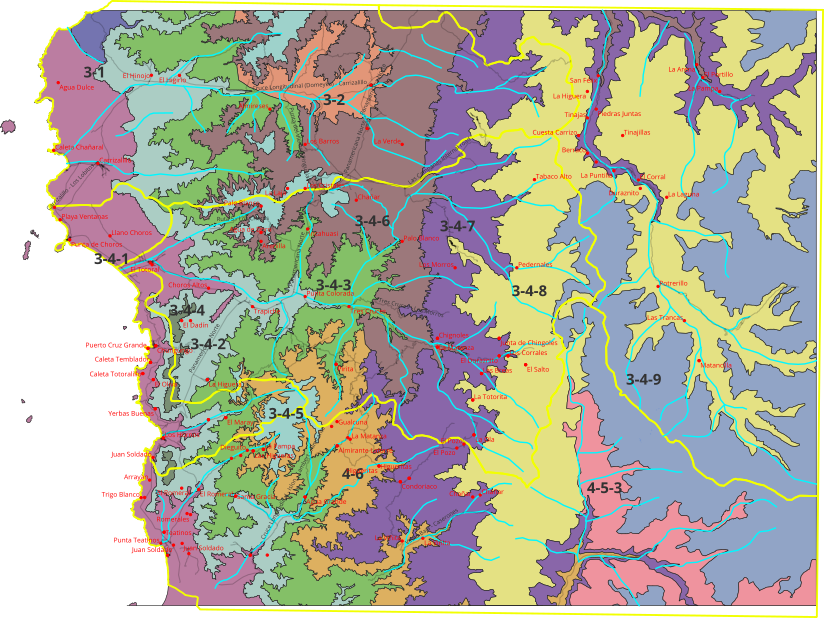
Distritos agroclimáticos en la cuenca del río Los Choros según el Atlas agroclimático de Chile.

El Atlas agroclimático de Chile distingue diez distritos en la cuenca de la quebrada:
- 3-4-1 Desierto con influencia marina y régimen de humedad Xérico (BWnXe). La temperatura oscila entre un máximo de enero de 23 °C (máx de 25 °C y mín de 20,3 °C dentro del distrito) y un mínimo de julio de 7,6 °C (máx de 8,1 °C y mín de 6,2 °C dentro del distrito). Tiene un promedio de 345 días consecutivos libres de heladas. En el año se registra un promedio de 0 heladas. El periodo de temperaturas favorables a la actividad vegetativa dura 12 meses. Registra anualmente 1.621 días grado y 100 horas de frío acumuladas hasta el 31 de Julio. La precipitación media anual es de 87 mm y un periodo seco de 12 meses, con un déficit hídrico de 1.167 mm/año. El período húmedo dura 0 meses durante los cuales se produce un excedente hídrico de 0 mm.
- 3-4-4 Desierto con influencia marina y régimen de humedad xérico (BWnXe). La temperatura oscila entre un máximo de enero de 27,8 °C (máx de 28,8 °C y mín de 27,1 °C dentro del distrito) y un mínimo de julio de 8 °C (máx de 8,8 °C y mín de 6,2 °C dentro del distrito). En todo el año no tiene heladas. El periodo de temperaturas favorables a la actividad vegetativa dura 12 meses. Registra anualmente 2.333 días grado y 53 horas de frío acumuladas hasta el 31 de Julio. La precipitación media anual es de 37 mm y un periodo seco de 12 meses, con un déficit hídrico de 1.482 mm/año. El período húmedo dura 0 meses durante los cuales se produce un excedente hídrico de 0 mm.
- 3-4-2 Desierto con influencia marina y régimen de humedad Xérico (BWnXe) La temperatura oscila entre un máximo de enero de 26,3 °C (máx de 28,7 °C y mín de 23,4 °C dentro del distrito) y un mínimo de julio de 7,4 °C (máx de 9,5 °C y mín de 4,5 °C dentro del distrito). Tiene un promedio de 345 días consecutivos libres de heladas. En el año se registra un promedio de 0 heladas. El periodo de temperaturas favorables a la actividad vegetativa dura 12 meses. Registra anualmente 2.065 días grado y 91 horas de frío acumuladas hasta el 31 de Julio. La precipitación media anual es de 66 mm y un periodo seco de 12 meses, con un déficit hídrico de 1.382 mm/año. El período húmedo dura 0 meses durante los cuales se produce un excedente hídrico de 0 mm.
- 3-4-3 Desierto con influencia marina y régimen de humedad Xérico (BWnXe). La temperatura oscila entre un máximo de enero de 28,4 °C (máx de 30,8 °C y mín de 26,1 °C dentro del distrito) y un mínimo de julio de 6,5 °C (máx de 8,8 °C y mín de 4,3 °C dentro del distrito). Tiene un promedio de 339 días consecutivos libres de heladas. En el año se registra un promedio de 1 helada. El periodo de temperaturas favorables a la actividad vegetativa dura 12 meses. Registra anualmente 2.171 días grado y 158 horas de frío acumuladas hasta el 31 de Julio. La precipitación media anual es de 109 mm y un periodo seco de 12 meses, con un déficit hídrico de 1.483 mm/año. El período húmedo dura 0 meses durante los cuales se produce un excedente hídrico de 0 mm.
- 3-4-5 Desierto interior y régimen de humedad xérico (BWXe). La temperatura oscila entre un máximo de enero de 26,3 °C (máx de 27,3 °C y mín de 24,5 °C dentro del distrito) y un mínimo de julio de 6 °C (máx de 7,1 °C y mín de 4,8 °C dentro del distrito). Tiene un promedio de 339 días consecutivos libres de heladas. En el año se registra un promedio de 2 heladas. El periodo de temperaturas favorables a la actividad vegetativa dura 12 meses. Registra anualmente 1.736 días grado y 257 horas de frío acumuladas hasta el 31 de Julio. La precipitación media anual es de 64 mm y un periodo seco de 12 meses, con un déficit hídrico de 1.467 mm/año. El período húmedo dura 0 meses durante los cuales se produce un excedente hídrico de 0 mm.
- 3-4-7 Desierto interior y régimen de humedad xérico (BWXe). La temperatura oscila entre un máximo de enero de 27,6 °C (máx de 31,9 °C y mín de 24 °C dentro del distrito) y un mínimo de julio de 3,6 °C (máx de 6,1 °C y mín de 1,1 °C dentro del distrito). Tiene un promedio de 204 días consecutivos libres de heladas. En el año se registra un promedio de 20 heladas. El periodo de temperaturas favorables a la actividad vegetativa dura 12 meses. Registra anualmente 1.790 días grado y 598 horas de frío acumuladas hasta el 31 de Julio. La precipitación media anual es de 41 mm y un periodo seco de 12 meses, con un déficit hídrico de 1.979 mm/año. El período húmedo dura 0 meses durante los cuales se produce un excedente hídrico de 0 mm.
- 3-4-8 Estepa de altura fría con régimen de humedad xérico (BSkXe). La temperatura oscila entre un máximo de enero de 13,2 °C (máx de 21,1 °C y mín de 7,5 °C dentro del distrito) y un mínimo de julio de -4 °C (máx de 2,2 °C y mín de -9,5 °C dentro del distrito). Tiene un promedio de 0 días consecutivos libres de heladas. En el año se registra un promedio de 272 heladas. El periodo de temperaturas favorables a la actividad vegetativa dura 0 meses. Registra anualmente 145 días grado y 2.001 horas de frío acumuladas hasta el 31 de Julio. La precipitación media anual es de 99 mm y un periodo seco de 12 meses, con un déficit hídrico de 1.603 mm/año. El período húmedo dura 0 meses durante los cuales se produce un excedente hídrico de 0 mm.
- 3-4-9 Estepa de altura fría con régimen de humedad híper árido (BSkHa). La temperatura oscila entre un máximo de enero de 7,7 °C (máx de 13,7 °C y mín de 3,3 °C dentro del distrito) y un mínimo de julio de -9,1 °C (máx de -3,5 °C y mín de -13,6 °C dentro del distrito). Tiene un promedio de 0 días consecutivos libres de heladas. En el año se registra un promedio de 365 heladas. El periodo de temperaturas favorables a la actividad vegetativa dura 0 meses. Registra anualmente 8 días grado y 1.800 horas de frío acumuladas hasta el 31 de Julio. La precipitación media anual es de 151 mm y un periodo seco de 11 meses, con un déficit hídrico de 1.325 mm/año. El período húmedo dura 0 meses durante los cuales se produce un excedente hídrico de 0 mm.
- 4-6 Desierto interior y régimen de humedad xérico (BWXe). La temperatura oscila entre un máximo de enero de 28,4 °C (máx de 31,9 °C y mín de 26 °C dentro del distrito) y un mínimo de julio de 5,6 °C (máx de 7,2 °C y mín de 3,8 °C dentro del distrito). Tiene un promedio de 302 días consecutivos libres de heladas. En el año se registra un promedio de 4 heladas. El periodo de temperaturas favorables a la actividad vegetativa dura 12 meses. Registra anualmente 2.094 días grado y 243 horas de frío acumuladas hasta el 31 de Julio. La precipitación media anual es de 97 mm y un periodo seco de 12 meses, con un déficit hídrico de 1.622 mm/año. El período húmedo dura 0 meses durante los cuales se produce un excedente hídrico de 0 mm.

Diagrama Walter Lieth para la localidad de La Higuera. (en inglés.)

Los diagramas Walter Lieth muestran con un área (azul claro) los periodos en que las precipitaciones sobrepasan la cantidad de agua que el calor del sol evapora en el mismo lapso de tiempo, (un promedio de 10 °C mensuales evaporan 20 mm de agua caída) dejando un clima húmedo. Por el contrario, las zonas amarillas indican que durante ese tiempo el agua caída puede ser evaporada por el calor del sol. En el caso de la localidad de La Higuera no existen periodos húmedos.

## Balance hídrico

Brecha hídrica en 25 importantes cuencas de Chile.

Para tener una aproximación a nivel de cuenca (casos locales no están reflejados) del consumo comparado con la disponibilidad de agua, se define como:
Siguiendo intrincadas definiciones del consumo y la demanda que consideran aguas superficiales, subterráneas, flujos mínimos de sustentabilidad, y consumos que no son devueltos al cauce original, todo ello según normas de organizaciones internacionales, se han clasificado los resultados en cuatro casos:: 29, 32 
- Brecha hídrica alta, se consume más del 40% del agua disponible: existe fuerte demanda del recurso hídrico que requiere regular su uso para no afectar el desarrollo económico.
- Brecha hídrica media, se consume entre el 20% y el 40% del agua disponible: existe presión sobre el recurso hídrico que debe ser ordenada, establecer prioridades, optimizar su uso y proteger los ecosistemas.
- Brecha hídrica moderada, se consume entre 10% y 20% del agua disponible: la disponibilidad del elemento esta condicionando el desarrollo económico.
- Brecha hídrica baja, se consume entre 0% y 10% del agua disponible: No se conocen presiones importantes sobre el recurso hídrico.

Aplicada esta clasificación a la cuenca del río Los Choros, el estudio estima un consumo 8 veces superior al agua disponible,: 80  demostrando los límites del método usado.

## Actividades económicas
La principales actividades económicas son la pequeña minería, la pesca, el turismo y el comercio. Casos especiales son el Observatorio de La Silla, la generación de energía en la central Térmica Punta Colorada, el parque eólico Punta Colorada y el parque fotovoltaico El Romero: 7  que aportan a la zona lo más moderno de la tecnología en sus respectivos campos.
La quebrada es parte del espacio solicitado por el proyecto minero Dominga, cuyo rechazo causó la renuncia de dos ministros del segundo gobierno de Michelle Bachelet y que fue repostulado en 2019.

## Áreas bajo protección oficial y conservación de la biodiversidad
La página web del Ministerio del Medio Ambiente de Chile consigna el humedal La Boca de La Higuera como el único sitio protegido en la cuenca.